# Lo Cap de Terme
Lo Cap de Terme és una partida del terme municipal de Tremp, al Pallars Jussà, dins de l'antic terme de Gurp de la Conca.
Està situada al límit -d'aquí ve el nom- del terme municipal, limítrof amb Talarn, però també al límit de les parròquies de Tendrui i de Gurp. Al nord de la Borda del Cisquet i al sud-oest de lo Tossal de Farga, és un petit altiplà del qual davallen diversos barrancs: cap a llevant, ficant-se en el terme de Talarn, el barranc de les Maçanes; cap al sud, un barranc subsidiari del de Tendrui.